# Jarilla
Jarilla je biljni rod iz porodice papajevki iz Meksika, Gvatemale i Salvadora. Pripadaju mu tri vrste

## Vrste
1. Jarilla caudata (Brandegee) Standl.
2. Jarilla chocola Standl.
3. Jarilla heterophylla (Cerv. ex La Llave) Rusby

## Sinonimi
- Jarrilla I.M.Johnst.
- Mocinna Cerv. ex La Llave